# 武攸宜
武攸宜（?—?），唐朝并州文水（今山西省文水县）人。他是武则天伯父武士讓的孙子，武惟良的儿子。
武攸宜原为唐朝的右卫勋二府中郎将。690年九月十二，武则天迫使儿子唐睿宗退位，自称圣神皇帝，建立武周，武攸宜被封为建安郡王。同时，武承嗣為魏王，武三思為梁王，武攸寧為建昌王、武攸歸九江王、武攸望會稽王，武懿宗河內王、武嗣宗臨川王、武載德颍川王，武攸止恒安王，武攸暨千乘王，武重規高平王、武攸緒安平王、武仁範河間王，武延基南陽王、武延秀淮陽王，武崇訓高陽王、武崇烈新安王，武延暉嗣陳王、武延祚咸安王。691年四月，朝廷命令建安王武攸宜留守长安，后来改任同州刺史。武攸绪隐居，武则天派武攸宜劝说，武攸绪婉拒。
696年九月，契丹李尽忠、孙万荣反周，武则天任命同州刺史建安王武攸宜为右武威卫大将军，充任清边道行军大总管，讨伐契丹，武则天亲饯白马寺。右拾遗陈子昂任武攸宜军府参谋、管记，军中文翰都委任他。697年三月，武攸宜进军至渔阳，听说王孝杰等全军覆没，军中震惊，不敢前进。陈子昂劝他分麾下万人为前驱，击败契丹。武攸宜以他为儒生，不采纳。数日后，陈子昂再次进计，武攸宜大怒，将他改署军曹。陈子昂于是不再说话。契丹人乘胜侵扰幽州，攻陷城池，劫掠官吏和百姓，武攸宜派部将攻击他们，不能取胜。又派左金吾大将军、河内王武懿宗为大总管，御史大夫娄师德为副大总管，右武卫将军沙吒忠义为前军总管，率兵三十万以讨伐。在后突厥默啜的帮助下，孙万荣被击败。七月二十四日，武攸宜从幽州回师献俘。武则天赦天下，改元为神功。武攸宜担任左羽林大将军。
699年七月，武则天命令建安王武攸宜留守西京，接替会稽王武攸望。702年，突厥默啜犯边，九月十七日，武则天又任命相王李旦为并州道元帅，任命武三思、武攸宜、魏元忠三人为李旦的副职；任命姚元崇为长史，司礼少卿郑杲为司马，但是没有赴任，兵未出，默啜退去。703年九月十九日，武则天派左武卫大将军武攸宜充任西京留守。705年，张柬之任用张易之的党羽武攸宜为右羽林大将军，麻痹张易之等人。神龙革命后，建安郡王武攸宜降封为息国公，担任工部尚书，唐中宗景龙年间，转任右羽林大将军，总禁兵前后十年。病卒。